# Eurosia lineata
Eurosia lineata là một loài bướm đêm thuộc phân họ Arctiinae, họ Erebidae.